# 特鲁希利亚诺斯
特鲁希利亚诺斯，是西班牙埃斯特雷马杜拉巴达霍斯省的一个市镇。总面积20平方公里，总人口1332人（2001年），人口密度67人/平方公里。